# 映畫倫理機構
映画伦理機構（日語：一般財団法人映画倫理機構），簡稱「映伦」（映倫），是日本針對所有國內公開放映的電影進行內容審查及分級之機構，由日本電影業者自主組成，因此並不具有公法人身分，而是一個類似利益團體的公益財團法人組織。所有在日本發行的電影，都要經過映倫檢閱分級後方可上映。

## 歷史
第二次世界大戰結束後，日本的電影開始了前所未有的黃金自由時期，日本的電影工業便從戰後重新快速起步。然自1960年代以後，受到電視與海外進口影片的衝擊影響，使得日本本土的電影產業陷入了泥潭。雖然自1970年代以後，日本電影憑藉恐怖片、情色片、動畫的新式題材重現復甦的景象，但隨即衍生的社會問題如性暴力、性犯罪率和暴力犯罪率的提高，使得日本政府更重視對於未成年人的保護，並加強電影等傳媒內容的審查。
1949年，映画倫理規程管理委員会（通称「旧映倫」）成立。在實施《映畫倫理規程》後，初建時映倫隸屬於日本影像制作者聯盟，為政府承認的公益法人，其模式尤同美國電影協會的自律審查型態。
1956年，在旧映伦基础上成立映画倫理管理委員会（通称「新映倫」）。1957年之後，獨立改組獨立。獨立後的映倫吸收了電影界以外的人士參加影片的審查，主要任務是審查電影腳本、影片，除了故事片外，紀錄片、新聞片、廣告片均在審查之列，並主張「以電影界以外的客觀公正的眼睛去審查電影」。
2009年，机构性质改为任意团体，并更名为映画倫理委員会。
2017年，更名为映畫倫理機構。

## 審查模式
日本現行媒體倫理審查組織，大多由業者以外之民間公正人士或學者所組成，然也有由業者自律組成。
雖然映倫和美國的電影審查的演進皆是源自電影業的自律規範，但與美國電影協會評級審查不同的是：在日本所有的影片必須經過映倫的審查之後方可上映。審查過的影片標有「映倫」字樣與編號，未經審查的影片不得在日本全國、以及放映環境衛生同業工會聯合會所屬影院放映。

### 色情片審查
在「映倫」的年代，所有的色情片都是合情合理，不是「千百樂」（日本古裝俠義劇情）就是紅杏出牆，其特色就是一定都有劇情。
另外，當時成人電影的最大供應商叫「東寶」，東寶是日式的紅磨坊歌舞劇團。後來「東寶」解散後，一些女演員沒頭路，就去拍成人影片，所以當時的女演員常是一副哀怨深情的模樣。
1980年代「映倫」式微，主要是錄影帶、DVD與網際網路的市場大幅崛起，迫使日本政府修法，私人公司可以拍攝成人影片而只受簡化後的檢閱，但相對代價是要在三點用馬賽克遮蓋；但過沒多久，AV業者就以市場因素（賣不出去）為由跟映倫遊說；映倫則以「重點位置」的文字空間做為法令之轉寰餘地，雙方以重點部位的「第三點」打馬賽克作為妥協。

## 具體分級措施
在電影之分級標準受到美國影響很大，分為四級：
- 普遍級（G）：所有年齡段都可以觀賞的影片，影片中雖依劇情可有輕微性、暴力描寫等鏡頭，但需儘量控制在有限的範圍內。
- 保護級（PG-12）：有性、暴力、殘酷、毒品等描寫，未滿12歲的兒童不可單獨觀賞。或需在家長或保護者陪伴下陪同觀看。
- 限制級（R-15）：未滿15歲少年，一律禁止其入場與收看（有虐待描寫）。
- 成人級（R-18）：未滿18歲一律禁止入場與收看（有強烈的性、暴力、反社會行為；或美化吸毒之描寫）。

## 審查流程

### 日本國內電影
1. 申請：須依照申請格式填寫，並附帶劇本申請之。
2. 劇本申請：若台詞等表現在人權或道德規範上，有其不適當情形，便會回報給原申請人，並做進一步協議。
3. 分鏡申請：若在電檢時毛片之分鏡有不明微妙的描寫、效果等情形，會拍攝影片該影格部分進行審查，並與原申請人做進一步協議。
4. 分級審查：完成上述審查的影片，便會依照內容做進一步分級檢定區分。

### 外國電影
1. 申請：在經由海關檢驗合格後，須依照申請格式填寫，並附帶相關資料申請。
2. 審查：在附加日語字幕的情況下，於電影院放映的狀況下進行審查。

預備審查：若原申請者要求，也可在未加日文字幕的原片，進行放映審查。
預告片、特報：由於預告片因性質需大量播放至各年齡層關係，所以皆以普遍級尺度進行審查。而超過普遍級尺度的影像、台詞、描寫則不得採用。

## 外部連結
- 映画倫理機構 （页面存档备份，存于）（日語）（英文）
- 全日本錄影帶倫理審查會 （页面存档备份，存于）
- 日本影像軟體販賣倫理機構 （页面存档备份，存于）

1. 1 2 3 4  映倫の概要 （页面存档备份，存于）、映画倫理機構、2017年4月10日閲覧。